# Òrbita heliocèntrica
Una òrbita heliocèntrica és una òrbita al voltant del Sol. Tots els planetes, cometes i asteroides al sistema solar es troben en aquestes òrbites, de la mateixa manera que moltes sondes i trossos de brossa espacial. Les llunes dels planetes del sistema solar, en canvi, no es troben en òrbites heliocèntriques, ja que orbiten el seu planeta respectiu.
De tota manera, és inexacte afirmar que els cossos del sistema solar orbiten el Sol. Seria més exacte afirmar que tots els cossos, incloent-hi el Sol, orbiten el baricentre del sistema solar. Aquest fenomen és la base d'un dels mètodes més habituals de detecció d'exoplanetes, el de la mesura de la variació de la velocitat radial mitjançant l'espectroscòpia Doppler.
El prefix helio- deriva de la paraula del grec antic helios, que significa "Sol".